# Teredorus wuyishanensis
Teredorus wuyishanensis är en insektsart som beskrevs av Zheng, Z. 1993. Teredorus wuyishanensis ingår i släktet Teredorus och familjen torngräshoppor. Inga underarter finns listade i Catalogue of Life.